# Gołębiak plamisty
Gołębiak plamisty (Zenaida galapagoensis) – gatunek średniej wielkości ptaka z rodziny gołębiowatych (Columbidae). Występuje na wyspach Galapagos należących do Ekwadoru.

## Taksonomia
Gatunek został opisany naukowo w 1841 roku przez Johna Goulda. Gould opisał podgatunek zamieszkujący główne wyspy archipelagu. W 1899 roku Walter Rothschild i Ernst Hartert opisali podgatunek Z. g. exsul żyjący na oddalonych na północny zachód wyspach Darwin i Wolf. Gatunek różni się od innych przedstawicieli rodzaju Zenaida głosem i zachowaniami, i bywał wyłączany do monotypowego rodzaju Nesopelia. Badania genetyczne wskazują jednak na jego przynależność do rodzaju Zenaida.

## Charakterystyka
Długość ciała wynosi od 18 do 23 cm, masa ciała od 67 do 92 g. Głowa i szyja są rdzawobrązowe; różowobrązowa barwa piersi przechodzi w jaśniejszą, płową barwę na brzuchu. Podogonie i pokrywy jasnoszare. Obrączka oczna ma kontrastującą niebieską barwę.
Gołębiak plamisty ma proporcjonalnie krótszy ogon, większe nogi i stopy i dłuższy dziób niż gołębiak plamouchy (Zenaida auriculata) i gołębiak długosterny (Z. macroura). Gołębiak cynamonowy (Z. aurita) wykazuje pośrednie proporcje ciała i cechy ubarwienia między tymi gatunkami a gołębiakiem plamistym.

## Ekologia
Gatunek ten zamieszkuje suche, skaliste niziny z rozproszonymi drzewami, krzewami i opuncjami. Żywi się głównie nasionami, ale w porze deszczowej (późny styczeń – połowa lutego) zjada również gąsienice i kwiaty kaktusów. Ptaki te nie migrują, choć zdarza się, że przelatują pomiędzy wyspami.

### Lęgi
Samica gołębiaka plamistego składa zwykle dwa jaja. Lęgi mają miejsce od stycznia do listopada, choć sezon rozrodczy może się różnić pomiędzy wyspami archipelagu; największe nasilenie prawdopodobnie ma miejsce od marca do czerwca. Gniazda są zakładane na ziemi, w szczelinach skał lub w starych gniazdach przedrzeźniacza bladego.

## Status i zagrożenia
Gołębiak plamisty ma ograniczony zasięg występowania (~8300 km²) oraz ocenia się, że jego populacja ma trend malejący. Jest uznawany za gatunek bliski zagrożenia (NT – Near threatened). Zagrożeniem dla niego może być drapieżnictwo ze strony zdziczałych kotów i innych zwierząt introdukowanych na Galapagos przez ludzi. W przeszłości polowano na te ptaki, co ułatwiała ich ufna natura. Istnieją zapisy o upolowaniu 60–70 sztuk w jeden ranek.